# 凌濛初

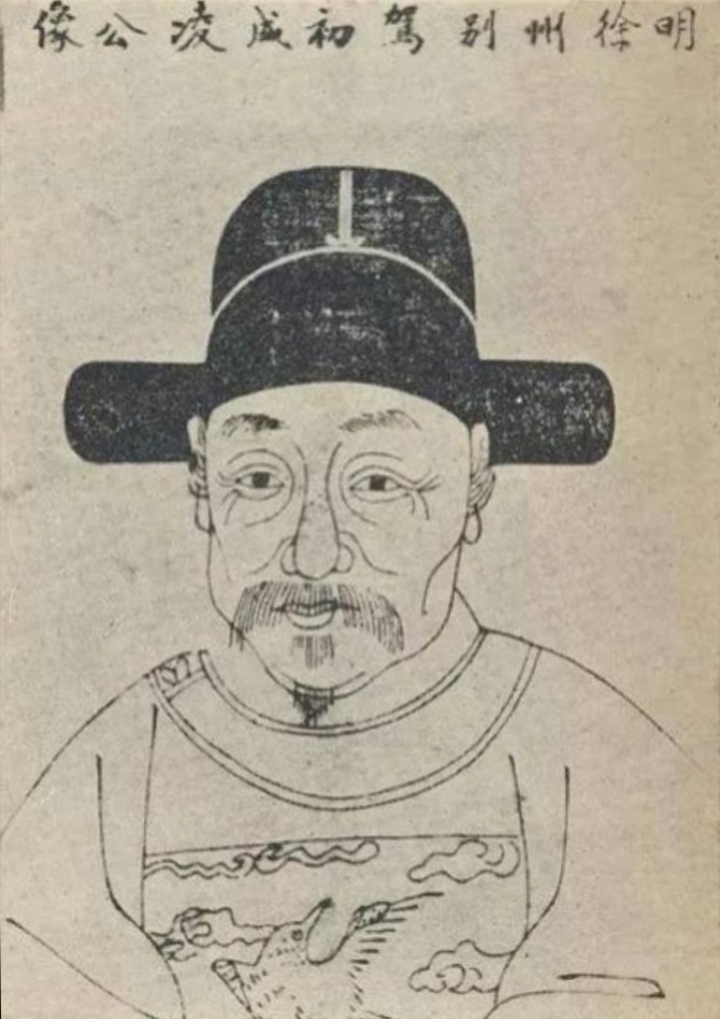
凌濛初

凌 濛初（りょう もうしょ、1580年 - 1644年）は、明末の文人。即空観主人の筆名で崇禎年間に白話短編小説集（話本小説集）の『（初刻）拍案驚奇』『二刻拍案驚奇』を編纂・刊行した。この2つは馮夢竜による3つの先行する話本小説集とあわせて三言二拍と呼ばれる。
字は玄房、号は初成。湖州府烏程県の出身。

## 生涯
凌濛初は万暦8年（1580年）に生まれ、万暦19年（1591年）に秀才になった。凌濛初の家は名門であり、科挙を数回受験したが合格することはなかった。官につくことができない間、小説や戯曲の創作を行い、また家業である出版業にたずさわって多数の書物を刊行した。
崇禎7年（1634年）に上海県丞となり、8年間にわたって知県代理や海防の仕事にたずさわった。崇禎15年（1642年）に徐州通判に転任した。2年後の崇禎17年（1644年）に農民蜂起を鎮圧しようとしたが、正月十二日に吐血して死んだと伝えられる。

## 著書
凌濛初は盛んに著述・出版活動を行ったことが知られるが、その多くは散佚した。『四庫全書』に収録された凌濛初の著作に『聖門伝詩嫡冢』『言詩翼』『詩逆』（いずれも『詩経』に関する著書）がある。
もっとも有名な編著書は話本小説集の『初刻拍案驚奇』（本来の題は単に『拍案驚奇』、崇禎元年（1628年））、『二刻拍案驚奇』（崇禎5年（1632年））で、それぞれ40巻からなり、各巻に1話ずつを載せる。ただし二刻拍案驚奇の最終巻は小説でなく「宋公明鬧元宵雑劇」という戯曲であり、また初刻と二刻の巻23は同じものである。馮夢竜の三言と異なって内容は古くからある話を編纂したものではなく、元になる話があったとしてもほとんどが凌濛初による創作である。
『今古奇観』は三言二拍から40話を選んだ選集で、『初刻拍案驚奇』から8篇、『二刻拍案驚奇』から3篇を収録している。後世には『今古奇観』のみが行われて、元になった三言二拍は忘却されてしまった。
『初刻拍案驚奇』の40巻本は日光輪王寺慈眼堂の天海旧蔵書の中から発見された。広島大学文学部蔵の39巻本は40巻本のうち（『二刻拍案驚奇』と重複する）巻23がなく、元の巻40が巻23の場所に置かれているもの。『二刻拍案驚奇』は内閣文庫に所蔵されているものが現存唯一の伝本である。
凌濛初はまた『西廂記』の校注本を刊行したことでも知られる。
戯曲作家でもあり、自作の雑劇『虬髯翁』『北紅払（莽択配）』が現存している。南曲を編纂した『南音三籟』を刊行している。